# Davide Uccellari
Davide Uccellari (11 de outubro de 1991) é um triatleta profissional italiano.

## Carreira

### Rio 2016
Davide Uccellari competiu na Rio 2016, ficando em 34º lugar com o tempo de 1:51.06.